# Chlordifluormethan
Chlordifluormethan eller difluormonochlormethan er et hydrochlorfluorcarbon (HCFC). Det er en farveløs gas som er bedst kendt som HCFC-22 eller R-22 eller CHClF2. Det er almindeligt anvendt som drivmiddel og kølemiddel. Disse anvendelser er ved at blive udfaset i industrilande på grund af forbindelsens ozonnedbrydningspotentiale (ODP-værdi) og høje drivhuspotentiale (GWP-værdi), selvom den globale brug af R-22 fortsætter med at stige på grund af høj efterspørgsel i udviklingslandene. R-22 er et alsidigt mellemprodukt i industriel organofluorkemi, det kan f.eks. bruges ved fremstilling af tetrafluorethylen.

## Produktion og anvendelse
Den verdensomspændende produktion af R-22 i 2008 var omkring 800 Gg om året, en stigning fra omkring 450 Gg om året i 1998, med størstedelen af produktionen i udviklingslande. Brugen af R-22 er stigende i udviklingslande, hovedsagelig til airconditionanlæg. Salget af airconditionanlæg vokser med 20 % årligt i Indien og Kina.
R-22 er fremstillet af chloroform:
HCCl3 + 2 HF → HCF2Cl + 2 HCI
En vigtig anvendelse af R-22 er som ingrediens ved fremstilling af tetrafluorethylen. Denne syntese involverer pyrolyse til give difluorcarben, som dimeriserer:
2 CHClF2 → C2F4 + 2 HCI
Forbindelsen giver også difluorcarben ved behandling med stærk base og bruges i laboratorier som en kilde til dette reaktive mellemprodukt.
Pyrolyse af R-22 med tilstedeværelse af chlorfluormethan giver hexafluorbenzen.

## Miljøeffekter
R-22 bruges ofte som et alternativ til de stærkt ozonlagsnedbrydende CFC-11 og CFC-12 på grund af dets relativt lave ozonnedbrydningspotentiale på 0,055, som er blandt de laveste for klorholdige haloalkaner. Selv dette lavere ozonnedbrydningspotentiale anses dog ikke længere for acceptabelt.
Som en yderligere miljømæssig bekymring er R-22 en kraftig drivhusgas med en GWP på 1810 (hvilket vil sige 1810 gange så kraftigt som kuldioxid). Hydrofluorcarboner (HFC'er) erstattes ofte med R-22 på grund af deres lavere ozonnedbrydningspotentiale, men disse kølemidler har ofte en højere GWP. R-410A, for eksempel, er ofte substitueret, men har en GWP på 1725. En anden erstatning er R-404A med en GWP på 3900. Andre erstatningskølemidler fås med lav GWP. Ammoniak (R-717), var som populær da man startede med køling, har en GWP på under 1 og er fortsat en populær erstatning på fiskefartøjer. Ammoniaks giftighed og brandbarhed begrænser dens sikre anvendelse.
Propan (R-290) er et andet eksempel og har en GWP på 3. Propan var de facto kølemidlet i systemer mindre end industriel skala før introduktionen af CFC'er. Propankøleskabes omdømme som en brandfarlige holdt leveret is og isbokse som det overvældende forbrugervalg på trods af besvær og højere omkostninger, indtil sikre CFC-systemer overvandt den negative opfattelse af køleskabe. Propan var været ulovlig at bruge som kølemiddel i USA i årtier, men er nu tilladt til brug i små mængder egnet til små køleskabe. Det er ikke lovligt at bruge i airconditionanlæg eller større køleskabe på grund af dets brændbarhed og eksplosionsrisiko.

## Udfasning i Den Europæiske Union
Siden 1. januar 2010 har det været ulovligt at bruge nyfremstillede HCFC'er til i køle- og airconditionanlæg - kun genvundne og genbrugte HCFC'er må bruges. I praksis betyder det, at gassen skal fjernes fra udstyret før servicering og genbruges efterfølgende, i stedet for at fylde ny gas på igen.
Siden 1. januar 2015 har det været ulovligt at bruge HCFC'er til at servicere køle- og klimaanlæg. Ødelagt udstyr, der brugte HCFC-kølemidler, skal udskiftes med udstyr, der ikke bruger dem.